# Североуральское управление строительства
Строительно-промышленное открытое акционерное общество «Североуральское управление строительства» (СП ОАО «СУС») — одна из крупнейших строительных компаний Уральского федерального округа России в 2010-х годах, одно из градообразующих предприятий города закрытого города Лесного Свердловской области.

## История
Предприятие было основано в 1947 году по приказу министра внутренних дел СССР от 7 августа № 00851 как «Строительная организация завода № 814» в целях строительства предприятий атомной индустрии, входящих в систему Министерства среднего машиностроения СССР.
Именно этот день можно считать днём рождения города Лесной (тогда — Свердловск-45). Первыми строителями города стали заключённые Управления исправительно-трудового лагеря и строительства № 1418 МВД СССР (п. Нижняя Тура). Численность контингента двух лагерных пунктов составляла 3390 человек, в том числе 750 женщин.
Начальником строительства стал инженер-полковник М. А. Зарицкий.
Первыми объектами, построенными строительной организацией, стали ремонтно-механический завод и деревообрабатывающий комбинат.
В течение 1950—1980 годов силами управления построено головное предприятие СССР по электромагнитному разделению изотопов — комбинат «Электрохимприбор». Был построен новый город, обслуживающий «атомный проект» Советского Союза — город Лесной; застроенный многоэтажными домами, с 15-ю школами, двумя домами культуры, больницей, поликлиникой, детским санаторием и другими необходимыми объектами городской инфраструктуры. Город Нижняя Тура силами управления превратилась из посёлка железоделательного завода в промышленный центр. Возведено ряд крупных предприятий — машиностроительный завод «Вента», завод минераловатных изделий «Тизол», полностью реконструированы электроаппаратный завод «Электрик», Нижнетуринская ГРЭС.
18 августа 1969 года приказом Министерства среднего машиностроения СССР № 02250 строительное управление комбината «Электрохимприбор» получило юридическую и хозяйственную самостоятельность и наименование «Североуральское управление строительства» (СУС).
По состоянию на 1985 год управление ежегодно вводило в строй 60 тысяч квадратных метров жилья, 15 тысяч квадратных метров социально-культурных объектов, 80 тысяч квадратных метров производственных площадей. В 1980-е годы управление участвовало в восстановлении города Кировакана после разрушительного Спитакского землетрясения; в строительстве Игналинской атомной электростанции, в ликвидации последствий аварии на Чернобыльской АЭС.
В 1993 году предприятие было приватизировано и стало открытым акционерным обществом. Акции приобрели 1200 работников предприятия. Пакет в 16 процентов акций достался мэру города Лесного Виктору Гришину, который проработал в управлении около 30 лет.
В 2000-х годах управление пережило попытку рейдерского захвата, на предприятии сменилось несколько команд управленцев. Количество заказов неуклонно падало, накапливались долги перед кредиторами и поставщиками. В результате затяжного кризиса 7 марта 2013 года Арбитражный суд Свердловской области признал ОАО «Североуральское управление строительства» банкротом. Арбитражный суд не выявил в действиях руководства предприятия признаков предумышленного банкротства.